# 李舜臣
李 舜臣（り しゅんしん、イ・スンシン、이순신(南)/리순신(北)、1545年4月28日〈明暦:嘉靖24年3月8日〉- 1598年12月16日〈明暦:万暦26年11月19日〉）は、李氏朝鮮の将軍。字は汝諧（じょかい、ヨヘ、여해）。文禄・慶長の役において朝鮮水軍を率いて日本軍と戦い活躍し、後の大韓民国（韓国）では「救国の英雄」とされている。朝鮮内の党争の影響で李の対立側である元均らの勢力によって、懲罰を受けて兵卒に落とされ一時失脚していたが、軍を率いていた元均が戦死したことで危機感を覚えた朝鮮王によって復権して日本軍と戦ったが、露梁海戦で戦死した。死後に贈られた諡は忠武公（충무공）。

## 生涯

### 生い立ち
本貫は徳水李氏。京畿道開豊郡の出身で、漢陽（別名：漢城、現：ソウル特別市）の乾川洞（現：中区乙支路）に生まれた。父は李貞。4人兄弟の三男で、兄弟の名前は上から順に羲臣(ヒシン)、堯臣(ヨシン)、舜臣(スンシン)、禹臣(ウシン)。彼ら兄弟の名前は中国の伝説上の帝王である伏羲、堯、舜、禹などの一字を取って名付けられた。子は李薈、李䓲、李葂、李薰、李藎ら。
後に、朝鮮の領議政（現在の首相に相当）となる3歳年上の柳成龍も同地で生まれており、李舜臣とは幼馴染の仲にあった。
舜臣は幼い時から勇猛果敢な性格だったとされ、22歳から武科の試験（科挙）を受け始めたが、初の試験では落馬し、合格したのは1576年、32歳のときであった。舜臣の母の実家がある忠清南道牙山市には舜臣の功績を称える「顕忠祠」があるが、そこに展示されている資料には、舜臣が武科に「丙科四位合格」（総合格者29人で12位。現職軍官ではない合格者の中では2番目）したとある。
舜臣は下士官として女真と国境を接している咸鏡道を転戦したが、上司であった李鎰との不和により、罷免され、白衣従軍を命ぜられた。その後、彼の才能や不運をおしく見ていた全羅道の観察使（現在の道知事に相当）であった李洸の推薦により軍官（士官）に抜擢されて、全羅道の各地で軍官を勤めた。1589年1月、備辺司（現在の国防部に相当）より軍官を不次採用（推薦採用）の公告が出て、当時、左議政の李山海の推薦を受け、李慶禄など共に全羅道の井邑の県監になった。慶禄と舜臣は、後の日本の朝鮮侵略時に共に活躍した。しかし皮肉にも、山海は柳成龍の政敵であった。自分が官職に推薦した舜臣が柳成龍と親交が深いことを知って、山海は舜臣と距離を置くようになった。
舜臣は、しばしば幼馴染みの柳成龍によって不遇を救われたが、文禄の役の前年である1591年に、柳成龍の推薦により全羅左道水軍節度使（略称: 全羅左水使）に大抜擢された。この頃、柳成龍は右議政（現在の副首相に相当）の地位に出世していた。だが功績が少なかった舜臣の大抜擢は、当時既に女真との紛争で功績を残していた元均など諸将から激しい反感を買うことにもなった。

### 文禄の役
1592年4月12日、豊臣秀吉の朝鮮侵略（文禄の役）が始まると、慶尚道水軍は壊滅したが、李舜臣と李億祺は全羅道水軍を温存して、初めは元均（慶尚右水使）の救援要請を拒否した。
5月になって釜山西方の日本水軍支配域に突如進入し、巨済島東岸に停泊していた藤堂高虎と堀内氏善らの中規模の日本船団を襲撃。帰途も遭遇した日本船を二度に渡って攻撃して、戦果をあげてすばやく撤収した。
攻勢主力を釜山から漢城のラインを軸に、平壌・咸鏡道などに展開していた日本軍は、釜山西方の朝鮮南岸で李舜臣の日本船攻撃が活発になると、7月になって脇坂安治（動員定数1500人）、九鬼嘉隆（動員定数1500人）、加藤嘉明（動員定数750人）を各方面から招集し、海上戦闘用の水軍を編成して李舜臣に対抗する事とした。
しかし李舜臣は、囮を使って潮流の激しい海峡に単独行動中の脇坂隊（動員定数1500人）を誘き寄せて、閑山島海戦で撃破した。続いて、脇坂の援護のために安骨浦まで進出して停泊していた加藤・九鬼水軍を襲撃し、戦果を挙げた。この時、日本水軍は大船が36隻、中船が24隻、小船13隻など計73隻が撃破された。この2つの海戦の結果、当初専ら輸送用だった日本水軍の船にも大鉄砲が備付けられ、日本軍は勢力範囲の要所に城砦（倭城や鉄炮塚と呼ばれる砲台）を築いて大筒や大鉄砲を備えて、水陸併進して活動するようになった。この方針転換は有効に機能し、以降の李舜臣による日本側の泊地への攻撃は、釜山浦攻撃、熊川攻撃など、朝鮮水軍は被害を多く出すばかりで成果が上がらなくなり、朝鮮水軍の出撃回数は激減した。
特に釜山浦は、文禄の役の開戦直後の日本軍による占領以来、日本の肥前名護屋から壱岐・対馬を経て釜山に至るルートが日本軍の海上交通路になっており、補給物資は一旦釜山に荷揚げされた後、陸路内陸に輸送されていた。云わば釜山は日本軍にとり補給連絡上の根本となる拠点であった。
朝鮮水軍の李舜臣は「釜山は賊（日本軍）の根本なり。進んで之を覆せば、賊（日本軍）は必ず據（拠）を失う。」として、朝鮮水軍の総力をあげ釜山奪回を目指したが、日本軍に撃退されて、朝鮮水軍は撤退した。これにより釜山は日本軍にとって安泰な場所となり、戦争の終結まで補給連絡上の根本拠点として機能し続けることになる。

### 休戦期
1593年、これまでの功績を認められた李舜臣は三道水軍統制使という朝鮮南部（慶尚道・全羅道・忠清道）の水軍を統べる指揮官に出世した。元均は、今まで部下であった李舜臣の命令を受ける立場になったことが不満で、露骨な悪意をしめすことが多々あり、朝廷に赴任地を変えてもらうように願い出た。李舜臣と元均はお互いに讒言を行うなど不和が深刻になり、朝鮮王朝は元均を陸上部隊へ転属させた。李舜臣は彼の日記の中で、「天地の間に、元均ほど凶悪で常軌を逸した人はいない」と述べている。
李舜臣は休戦交渉期の1594年3月に水軍で巨済島を攻撃（第二次唐項浦海戦）したが、日本軍は海では応戦せず、砲台などを構築した。開戦後に戦争を主導する立場となっていた明より、和平交渉の妨害となるとして交戦を禁じられた。また、同年9月から10月には、水陸共同で巨済島の攻略を試みたが、日本側は堅く陣を守り、朝鮮軍の攻勢を退けた（場門浦・永登浦海戦）。李朝の尹鑴が書いた白湖全書によると、朝鮮王朝内では膠着状態の間に対立があり、李舜臣が海戦での勝利に焦っているとの批判が強まって、元均などの反李舜臣勢力のデマなど中傷が効果を発揮して、朝廷は体察使（監査）の李元翼を送って、李舜臣の査問が行われた。李舜臣は留任となったが、精神的に疲弊した。一方で日本側も朝鮮水軍の襲撃により巨済島に兵糧が届かず、このことを懸念する旨を島津義弘が書状に記している。
この後も戦線は膠着したが、1597年、慶長の役の攻勢準備のために加藤清正が朝鮮へ着到することを小西行長の使者が朝鮮側に漏らしたことから、朝鮮王朝は加藤清正の上陸を狙って攻撃するように朝鮮水軍に命令した。しかし李舜臣は偽情報だと疑った上に、天候と風向きが航海に不向きだったこともあって独断で出撃せず、また、結果論ではあるが、この時すぐに行動を起こしたとしても、タイミング的に加藤清正の上陸阻止には間に合わなかった。その後、2月に李舜臣は釜山砲を攻撃し、多数の死者を出して撤収した。朝廷では、日本軍の上陸を妨害しなかったことを抗命として咎める声が大半となり、李舜臣は更迭され、拷問を受けて一旦は死罪を宣告されたが、鄭琢の取りなしで助命され、再び一兵卒として白衣従軍を命じられた。

### 慶長の役
1597年、李舜臣の後任の水軍統制使・元均が水軍単独での攻撃命令を嫌がりながらも遂行したが、漆川梁海戦（巨済島の海戦）で大敗。元均をはじめとした数名の将軍は戦死し、朝鮮水軍はほとんど壊滅してしまった。李舜臣は、水軍統制使に返り咲いて壊滅した水軍の再建を進めた。李舜臣が再任された時、朝鮮水軍には僅か12隻の戦船（板屋船）しか残っていなかった。日本の水軍は残り少ない朝鮮水軍を撃破した後、西の海に進出して陸軍と共に水陸陽動作戦を行うことを計画し、300隻余りの戦船を動員して西進した。 李舜臣は13隻の艦船で鳴梁の狭い道で荒い流れを利用して守ると、道が狭いために日本水軍は全て突入できず133隻の船を投入した。 この133隻のうち31隻が破壊された（鳴梁海戦）。しかし、後続の日本水軍は質・量ともに強大なため、海戦の夜には鳴梁海峡を放棄し後退した。続いて日本勢は全羅道西岸拠点を次々と制圧し、停泊地を失った李舜臣はさらに後退し、全羅道の北端まで退却した。日本水軍は全羅道西岸の制圧を実施し、姜沆や鄭希得などの多くの捕虜を得た。
全羅道・忠清道の掃討作戦を成功裏に終結させた日本軍は、当初からの作戦計画に沿って慶尚道から全羅道にかけての朝鮮南岸域へ後退して倭城群を構築した。日本軍が後退すると李舜臣の水軍は明・朝鮮陸軍と共に朝鮮南岸へ再進出し、朝鮮南岸西部にある古今島を拠点として朝鮮水軍の再建に努めた。
1598年7月、日本軍最西端の拠点であり小西行長率いる13,700人の兵が守る順天城を攻撃するため、陳璘が率いる明水軍が古今島に合流すると、李舜臣は明水軍の指揮下に入った。同年9月、明・朝鮮の水陸軍55,000人による水陸共同の順天攻撃作戦が開始され、戦いは10月初めまで続いたが、水陸両面で明・朝鮮軍は多大な損害を出すなど苦戦が続き、厭戦気分が蔓延して攻撃は頓挫。明・朝鮮軍は撤退を開始し、李舜臣も海上封鎖を解いて古今島に撤退し、兵数で圧倒的に勝っていた明・朝鮮軍は敗北した（順天城の戦い）。
豊臣秀吉の死後、日本軍に退却命令が出されると小西行長は明との間に停戦を成立させた後、海路を撤退しようとしたが、日本軍撤退の内情（秀吉の死）を知った明・朝鮮水軍は古今島から松島沖に進出、海上封鎖を実施し小西らの退路を阻んだ。停戦後のこの明・朝鮮水軍の行動に、小西軍は順天城での足止めを余儀なくされた。この小西軍の窮状を知った島津義弘ら日本側の諸将は急遽水軍を編成して救援に送ることとなり、これに対し李舜臣および明・朝鮮水軍は順天の封鎖を解いて東進し島津水軍を露梁海峡で迎え撃つこととなった。
この露梁海戦では、夜半からの戦闘が長時間続き、日本軍、明・朝鮮水軍の双方が大きな被害を被ったとされる。明・朝鮮側の資料では自軍の勝利を強調しているが、明軍では副将鄧子龍が戦死、朝鮮軍では主将の李舜臣が島津兵の鉄砲の弾丸を受けて戦死した（後述）。朝鮮軍ではさらに、李英男（加里浦僉使）、方徳龍（楽安郡守）、高得蒋（興陽県監）、李彦良、といった将官が戦死した。一時突出した明軍の主将陳璘も日本軍の包囲から危うく逃れている。
朝鮮側は将軍の戦死や損害過多で統制を欠き、作戦行動の継続が不可能となり、小西軍の救援に駆けつけた島津軍は、殿軍を務めて無事にこれを撤退させ当初の予定通り救援任務を完遂した。

#### 最期
韓国では、李舜臣は露梁海戦において「大敗した日本軍を追撃中に」「流れ弾に当たって」戦死したと一般に信じられており、日本の一部書籍においても、そのまま引用しているものが見受けられるが「流れ弾」については文献の裏づけはない。
「追撃」については朝鮮側の史料である柳成龍『懲毖録』によるもので、李舜臣の死のことを「李舜臣は日本軍を大いに撃破し、これを追撃している最中に鉄砲の弾丸で戦死した」と記している。
一方で同じく朝鮮側史料である『乱中雑録』には、日本水軍と戦闘になった後、朝鮮水軍は主戦場であった海峡口から見て南西の観音浦（海戦前に朝鮮水軍が潜んでいた湾）へと一時後退しており、また李舜臣は日本船の船尾に伏せた兵の一斉射撃により撃ち倒されたと記されている。
『明史』では「鄧子龍の救援に赴き、死亡した」とのみ記されている。日本側文献『征韓録』によれば、「小船で先出してきた鄧子龍が従卒200余兵とともに討ち取られるのを救援するために進出したところを、和兵に囲まれ船を乗っ取られた」とのみ記し、死に至る詳細については残されていない。
なお、韓国では英雄化が過ぎるあまり、日本軍撤退後は自分が不要な存在となり、以前と同じく不当逮捕されて死罪とされることを見越して、自ら華々しい死に場所を求めたという説や、戦争を生き延びて隠遁生活を送って戦後に死亡したという説が唱えられることがある。また李舜臣本人が死の数日前から日記を書くのを止めていることから、これを死の覚悟と受け取れる向きもあるが、死を望んでいるような記述も無いため、根拠となる史料は皆無である

## 評価

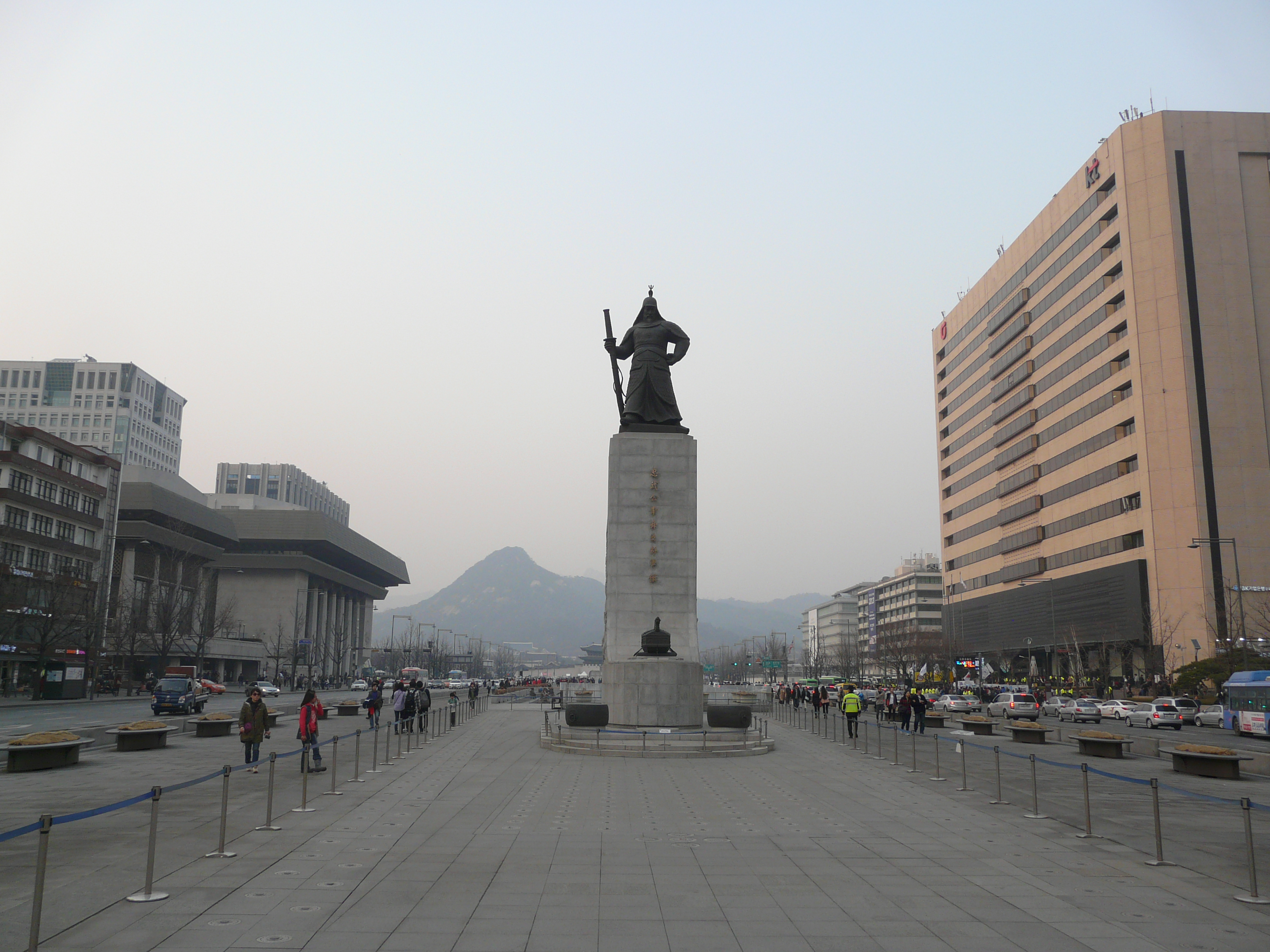
韓国で英雄となっている李舜臣（ソウルの李舜臣像）

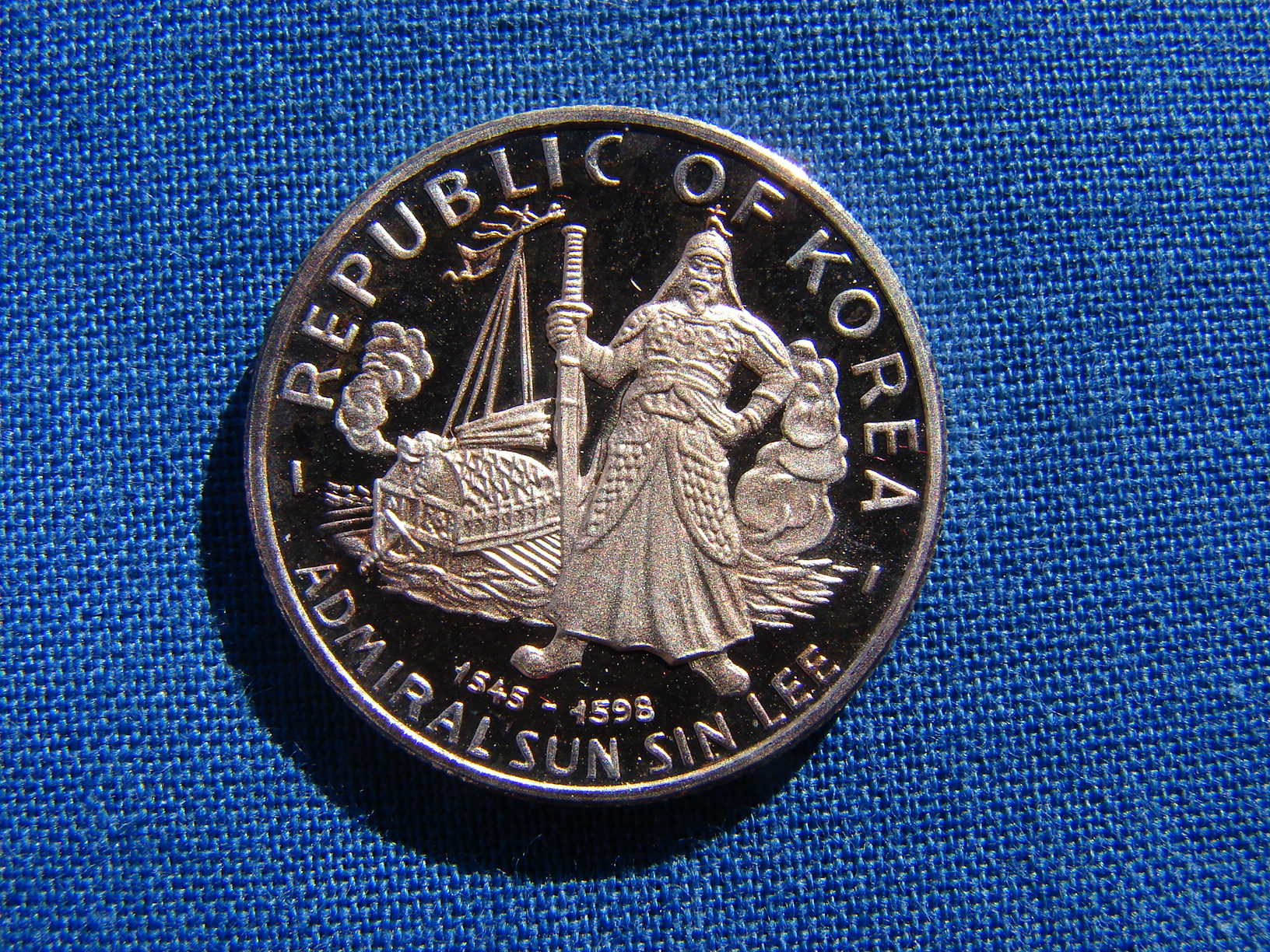
1970年代の李舜臣の100ウォン銀コイン

李舜臣はその死後に最大級の勲功を与えられ、「忠武公（충무공）」と諡（おくりな）されたほか、1603年、宣祖は彼を宣武1等公臣および德豊府院君に追尊し、その偉業を讃える「洗兵館」を統営に建立。1659年、孝宗の時代に韓国の南海に忠武公李舜臣の碑が建てられ、1688年、全羅南道海南郡に鳴梁大捷碑が建立された。1705年、忠清南道牙山市に祠堂が建てられ、粛宗が顕忠祠と命名。死後約200年経った1793年には、朝廷により正一品議政府領議政（首相職）を追尊された。
李舜臣の名は、中国の『明史 - 列伝第二百八 朝鮮伝』、日本の『征韓録』、朝鮮の『懲毖録』『乱中雑録』や李氏朝鮮期の作とされる『壬辰録』など各種文献に登場している。朝鮮通信使として同行していた申維翰は大阪の書店で懲毖録などの朝鮮の書籍を見つけたことを『海游録』に記しているが、江戸時代は幕府と李氏朝鮮は友好的で双方大衆にとってはことさら注目される存在ではなかった。
しかし、明治維新で征韓論が勢いを持つようになり、日本の大陸進出から朝鮮が日本統治期になる過程で、再び前時代が注目されるようになって、李舜臣は、日本人および朝鮮人の文学者や研究者により再評価された。また、中国の上海で活動していた大韓民国臨時政府は日本を撃退した英雄として李舜臣を象徴化し、彼の伝記を『独立新聞』に載せるなど盛んに喧伝して抗日の先駆者と見なすようになった。
韓国や日本では東郷平八郎本人が「真に軍神の名に値する提督があるとすれば、それは李舜臣」と述べたという言説がある。大韓民国臨時政府の第二代大統領を務めた朴殷植も「日本の海軍大将東郷平八郎は、李舜臣に似たいと願ったが、ネルソンに似たいとは願わなかった」などという記述を行っている。ただしこれは戦前期の朝鮮において広まったものが元になっており、実際に東郷がこのような発言を行ったという記録は残っていない。
韓国では「国難克服史」という解放後の研究傾向により朝鮮が一方的に敗北したのではないということが強調されたため、国を象徴する国民的英雄となった。肖像画が紙幣や硬貨に描かれたり、韓国ソウルの官庁街である世宗路には、銅像が建てられている。これは朴正煕軍事政権下に力の象徴として設置されたと言われる。なお、他にも釜山龍頭山公園や木浦など、朝鮮半島南海岸に数多くの李舜臣の銅像が建てられている。
鄭安基（高麗大学）は、「一九四〇年に朝鮮総督府は、『風俗・慣習・言語・意識の次元にまで及ぶ朝鮮人の完璧な皇民化は、少なくとも三〇〇年の歳月を要する至難の課題だ』と言っています。一朝一夕に朝鮮人の強固な民族意識をそぎ落とし、日本人に改造することはできない、と見たのです。それで皇民化政策は突飛にも、多くの朝鮮人にとってまだ馴染みのなかった檀君神話をはじめ、新羅の花郎や朝鮮王朝期の李舜臣などを呼び出し、朝鮮人の民族意識を鼓吹しました。民族の神話・叙事・英雄を通し、砂のように散らばった朝鮮の民衆を帝国の国民に統合しようとする努力でもありました。総督府の皇民化政策を朝鮮民族の抹殺政策と見なすことほど、歴史の複雑な実態と矛盾を単純化する稚気はありません」と述べている。

## 俗説の真相

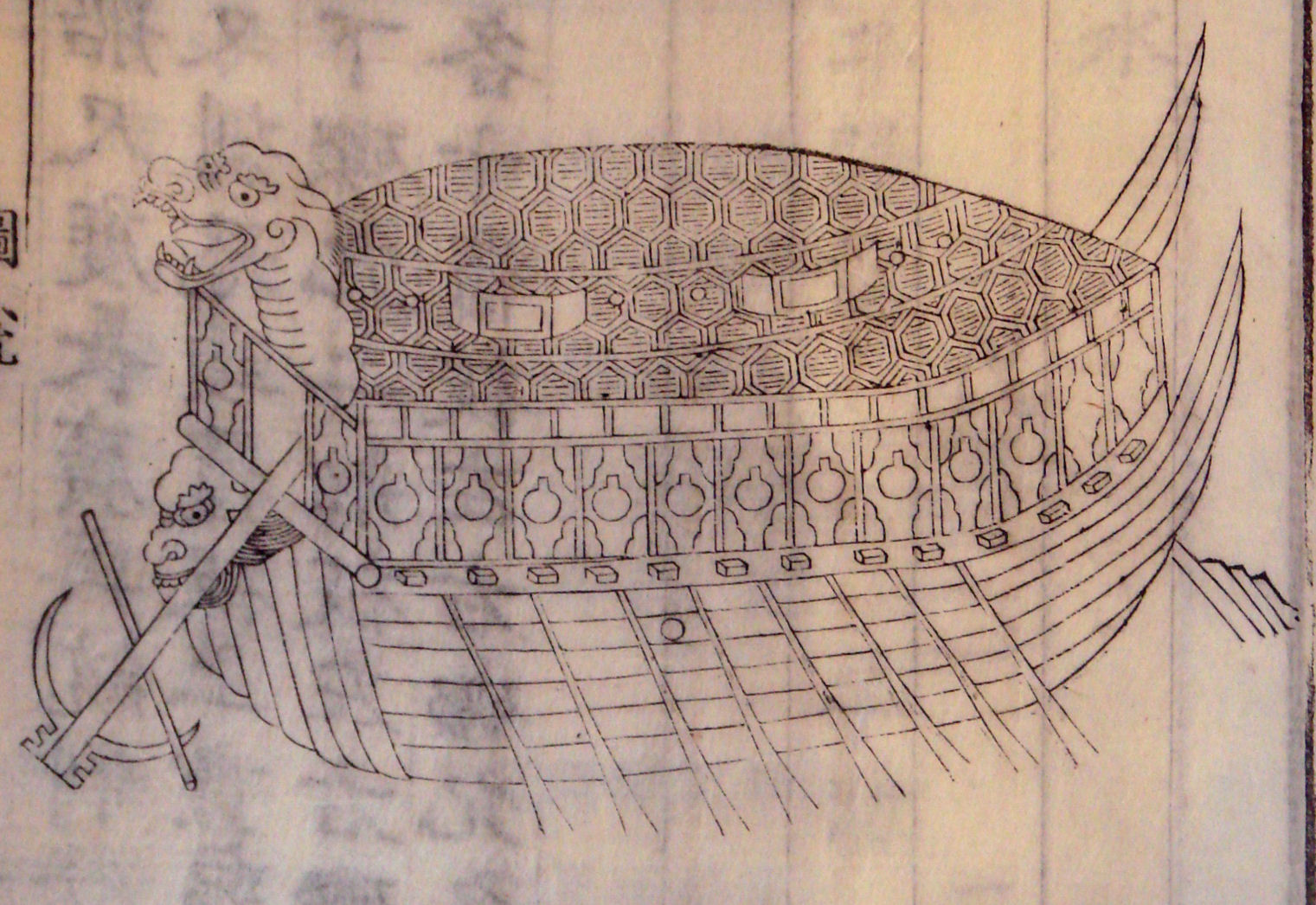
16世紀の亀甲船の絵画

補給線は遮断されていない
従来、日本軍の補給不足を李舜臣の補給路遮断によるものと解釈されることが多かったが、補給不全が生じていたのは内陸部に進出した部隊に対してであって、全戦役を通じて九州から釜山までの海路における物資や人の流通が決定的な補給不全を起していたことはなく、したがって日本軍の補給路が李舜臣率いる朝鮮水軍によって「遮断された」と解釈するのは誤りとする見解が近年優勢となっている。日本軍の食糧不足の主な原因として、緒戦の朝鮮軍が想像以上に弱体であったため、一挙にほぼ全土を占領したため補給線が伸び切ったこと、和戦の曖昧な侵攻による食料の準備不足、日本側が食糧の現地調達を想定していたが、当時の朝鮮半島はかなりの食糧不足であったことなどが挙げられている。そして、これらは1593年からの日本本土からの補給作戦の開始と主力軍の朝鮮南部撤退によって解消されており、準備を整えた慶長の役の侵攻作戦では補給の破綻は起きていない。
亀甲船は昔からあった
しばしば「李舜臣は亀甲船の考案者であった」という説明がされることがあるがこれは定説とは言えない。亀甲船の現地名である「亀船」に関する記述はすでに15世紀のものに見られる。また文献には朝鮮水軍は亀甲船を5隻保有していたとあるが、基本的に主力艦は板屋船であって、亀甲船がどういうもので、どのように運用され、どういう戦果を挙げたのか、不明な点が多い。また李舜臣は亀甲船を改良したという説もあるが、もともとがどういうものであったか、どう改良したのかわかるような資料は存在せず、根拠のある説明をすることはできない。
東郷平八郎の発言
「東郷平八郎が李舜臣を尊敬すると発言した」とする言説については、東郷が公の場でそのような発言をしたという記録はなく、現在のところ東郷と知己であったという韓国人実業家李英介の発言を第三者が聴取した伝聞以外の記述は見い出すことが出来ない。このため史料と呼べるものはなく、東郷にまつわる歴史点描としては伝聞・風説の域を出ない。日本海軍が海軍権益拡大（軍艦建造と組織の拡大）のため李舜臣を引き合いに出して朝鮮出兵の敗因として宣伝したり、内鮮融和のプロパガンダ、戦後独立した韓国・北朝鮮で抗日のシンボルとして利用されたことにも留意する必要がある。
忠烈祠の八賜品は偽物
慶尚南道統営の忠烈祠にある都督印・令牌など8つの品を指す八賜品は、明の万暦帝が李舜臣の武功をたたえて下賜したものと言われていたが、韓瑞大学文化財保存学科教授のチャン・ギョンヒの研究によって、これらは後代に新しく作られた偽物であることが明らかになった。

## その他
- 韓国の100ウォン硬貨の絵柄で彼の肖像画が採用されている。
- 国際的なスポーツ大会（特にサッカー）でも彼の肖像画がしばしば使われる事があり、2013年7月28日に行われた東アジアカップ・日本－韓国戦でも、『歴史を忘れた民族に未来はない』という横断幕や安重根の肖像と共に掲げられた[39]。

## 著書
- 『乱中日記-壬辰倭乱の記録』 北島万次訳注
平凡社東洋文庫全3巻。2001年

1. ISBN 4582806783
2. ISBN 4582806821
3. ISBN 4582806856

- 『乱中日記草・壬辰状草』 ＜朝鮮史料叢刊＞第一書房

## 李舜臣を題材とした作品
小説
- 不滅の李舜臣 - 金琸桓による小説作品。1998年刊行。ISBN 9788937441417
- 孤将 - 金薫による小説作品。2005年刊行。原題は칼의 노래（剣の歌）。上記作品ともども、テレビドラマ『不滅の李舜臣』原作。ISBN 9788954617246
  - 蓮池薫訳、新潮社、2005年。ISBN 4-10-575701-6 新潮文庫、2008年。ISBN 978-4-10-216971-1
- 高麗秘帖 朝鮮出兵異聞 李瞬臣将軍を暗殺せよ - 荒山徹による小説作品。祥伝社、1999年。ISBN 978-4396631499 祥伝社文庫、2003年。ISBN 4-396-33087-1

映画
- 聖雄 李舜臣（1971年、配役: キム・ジンギュ（朝鮮語版））日本未公開
- 乱中日記（1978年、配役: キム・ジンギュ）日本未公開
- 天軍（朝鮮語版）（2005年、配役: パク・チュンフン）
- バトル・オーシャン 海上決戦（2014年、配役: チェ・ミンシク）
- ハンサン -龍の出現-（2022年、配役: パク・ヘイル）
- ノリャン -死の海-（2023年、配役: キム・ユンソク）

テレビドラマ
- 李舜臣（KBS、1977年、配役: キム・ムセン）日本未公開
- 朝鮮王朝五百年 壬辰倭乱（MBC、1985年、配役: キム・ムセン）
- 林巨正-快刀イム・コッチョン（朝鮮語版）（SBS、1996年、配役: チョン・テウ）
- 不滅の李舜臣（KBS、2005年、配役：ユ・スンホ、キム・ミョンミン）
- 九家の書（MBC、2013年、配役: ユ・ドングン）
- 軍師リュ・ソンリョン 〜ジンビロク〜（朝鮮語版）（KBS、2015年、配役: キム・ソックン）
- 壬辰倭乱1592（KBS、2016年、配役: チェ・スジョン）日本未公開

## 関連書籍
史料
- 忠武公李舜臣全書（朝鮮語版） - 正祖の指示により1795年に校書館より発刊された書籍。
- 李舜臣（漢文）『国立国会図書館デジタルコレクション 李忠武公全書』1795年。

伝記
- 李舜臣傳 - 独立新聞（朝鮮語版）にて朴殷植が1923年に編著・刊行した書籍。
- 救国の名将 李舜臣 - 崔碩男による伝記作品。1992年刊行。ISBN 9788909002318

その他
- 水野俊平「第2部 検証8・東郷平八郎は李舜臣に日本海海戦の戦勝を祈った」『笑日韓論』フォレスト出版、2014年。ISBN 9784894519527。